# Jamiroquai
Jamiroquai är ett brittiskt band inom genrerna acid jazz/funk/soul, bildat 1992.
Jamiroquai var i spetsen för den Londonbaserade acid jazz-rörelsen, och hade kontrakt med skivbolaget Acid Jazz Records till Sony 1993 gav dem ett mer attraktivt skivkontrakt (värt åtta skivor och en miljon pund).
Bandet har sedermera lämnat Sony och är nu signerade på Mercury Records/Universal. Senaste albumet släpptes 2017, efter ett uppehåll på sju år.
Sångare i bandet är Jason Kay. 
Jamiroquai har sålt mer än 25 miljoner skivor världen över.

## Diskografi
Studioalbum
- Emergency on Planet Earth (1993)
- The Return of the Space Cowboy (1994)
- Travelling Without Moving (1996)
- Synkronized (1999)
- A Funk Odyssey (2001)
- Dynamite (2005)
- Rock Dust Light Star (2010)
- Automaton (2017)

Samlingsalbum
- Jay's Selection (1996)
- In Store Jam (1997) (promo)
- 1999 Remixes (1999)
- Late Night Tales: Jamiroquai (2003)
- High Times: Singles 1992–2006 (2006)

Singlar
- "When You Gonna Learn" (1992)
- "Too Young To Die" (1993)
- "Blow Your Mind" (1993)
- "Emergency On Planet Earth" (1993)
- "When You Gonna Learn" (1993) (nyutgåva)
- "Space Cowboy" (1994)
- "Half The Man" (1994)
- "Stillness In Time" (1995)
- "Do You Know Where You're Coming From" (1996)
- "Virtual Insanity" (1996)
- "Cosmic Girl" (1996)
- "Alright" (1997)
- "High Times" (1997)
- "Deeper Underground" (1998)
- "Canned Heat" (1999)
- "Supersonic" (1999)
- "King For A Day" (1999)
- "I'm In The Mood For Love" (2001)
- "Little L" (2001)
- "You Give Me Something" (2001)
- "Love Foolosophy" (2002)
- "Corner Of The Earth" (2002)
- "Feels Just Like It Should" (2005)
- "Seven Day In Sunny June" (2005)
- "(Don't) Give Hate A Chance" (2005)
- "Runaway" (2006)
- "Blue Skies" (2010)
- "White Knuckle Ride" (2010)
- "Lifeline" (2011)
- "Rock Dust Light Star" (2011)
- "Automaton" (2017)